# 바르나주

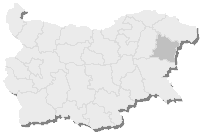
바르나 주의 위치

바르나주(불가리아어: Област Варна)는 불가리아 북동부와 흑해 연안에 위치한 주로, 주도는 바르나이며 면적은 3,820km2, 인구는 496,768명, 인구 밀도는 130명/km2, 자동차 번호는 B이다.
북쪽으로는 도브리치 주, 동쪽으로는 흑해, 남쪽으로는 부르가스 주, 서쪽으로는 슈멘 주와 접하며 12개 시를 관할한다.

## 인구
| 연도                      | 인구    | ±%     |
| ------------------------- | ------- | ------ |
| 1946                      | 266,733 | —      |
| 1956                      | 314,214 | +17.8% |
| 1965                      | 366,855 | +16.8% |
| 1975                      | 431,024 | +17.5% |
| 1985                      | 464,807 | +7.8%  |
| 1992                      | 462,970 | −0.4%  |
| 2001                      | 462,013 | −0.2%  |
| 2011                      | 475,074 | +2.8%  |
| 2021                      | 432,198 | −9.0%  |
| 출처: pop-stat.mashke.org |         |        |

## 같이 보기
- 불가리아의 주